# Bromacker

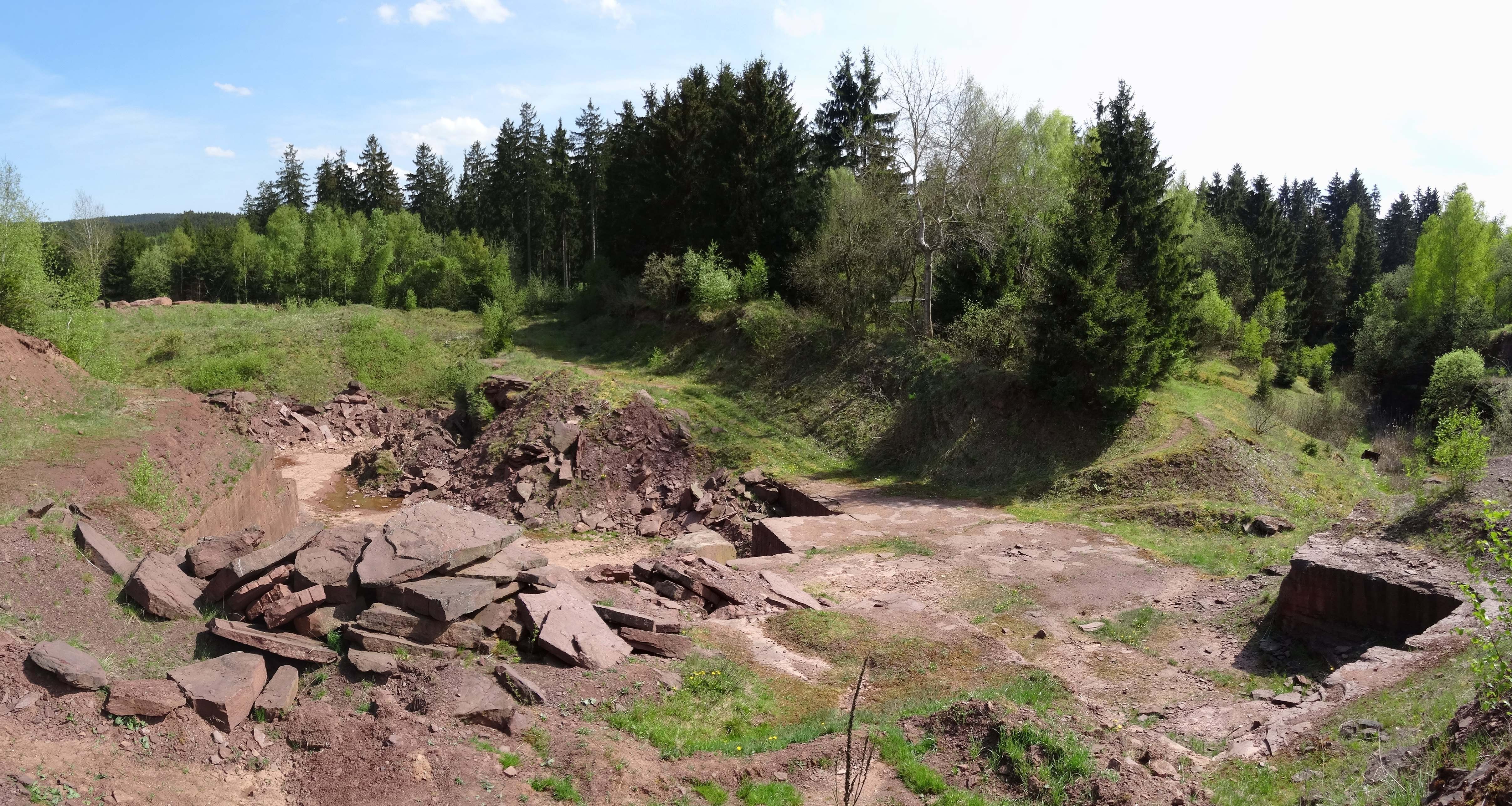
Blick über einen der Sandsteinbrüche am Bromacker

Die Steinbrüche am Bromacker am Nordrand der Thüringer Kleinstadt Tambach-Dietharz sind der bedeutendste Fundort für Landwirbeltiere (Tetrapoda) aus der Zeit des Unterperms (ca. 298,9 bis 272,3 mya) außerhalb Nordamerikas.

## Geographische Lage
Der Bromacker liegt westlich der L 1028 unmittelbar nördlich von Tambach-Dietharz. Daher wird die dort befindliche Fossillagerstätte meist in Verbindung mit dieser Kleinstadt genannt. Die Steinbrüche befinden sich jedoch auf dem Gemeindegebiet von Georgenthal.

## Geologie

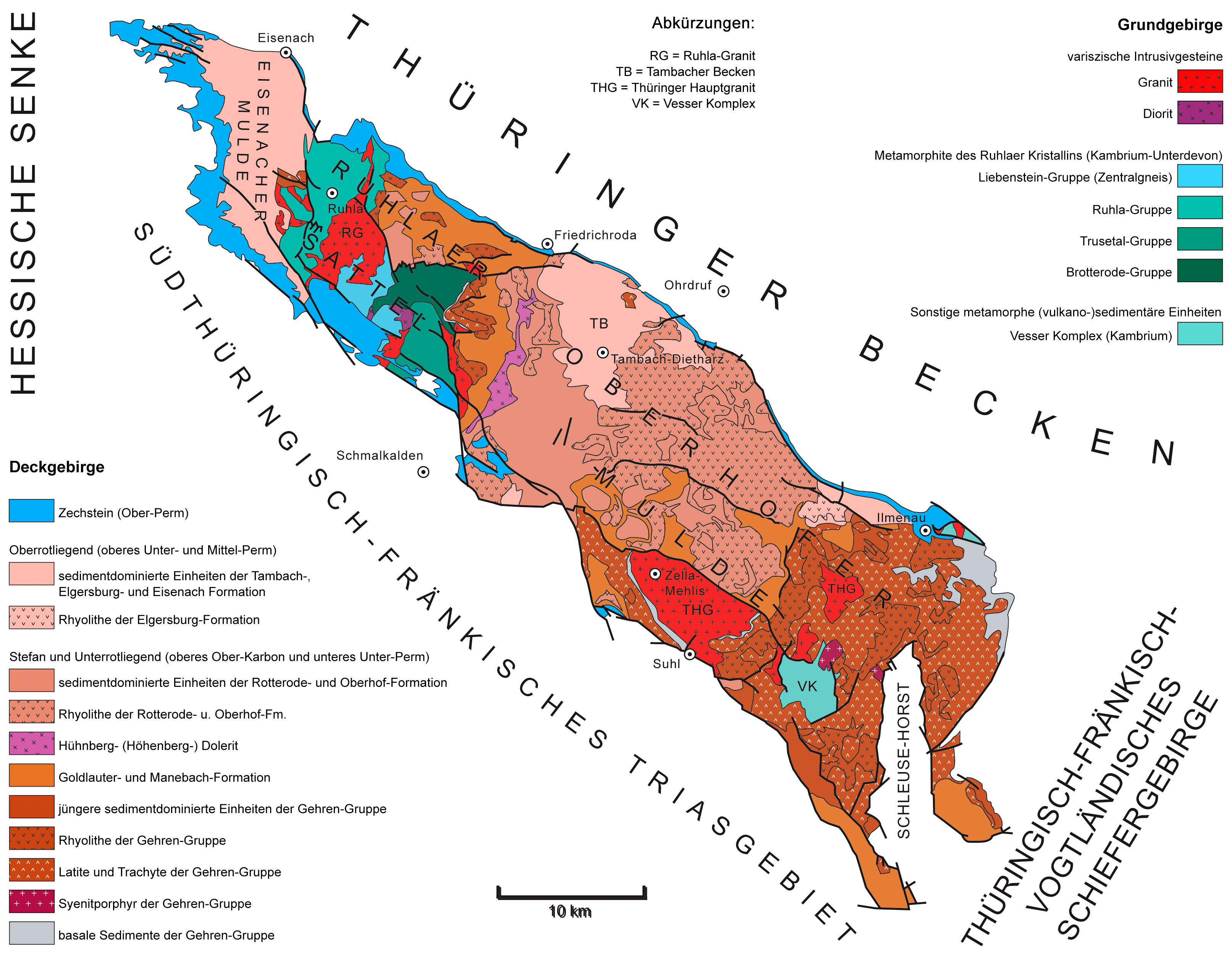
Geologische Karte des Thüringer Waldes. Das Tambacher Becken liegt am Nordrand der Oberhofer Mulde im Mittelteil des Thüringer Waldes.

Der Bromacker liegt im Tambacher Becken, einem ehemaligen Grabenbruch im heutigen Thüringer Wald. Die dort anstehenden Gesteine gehören zum Tambach-Sandstein, der den mittleren Teil der Tambach-Formation bildet. Die Tambach-Formation gehört zum jüngeren Abschnitt der Rotliegend-Serie und ist sehr wahrscheinlich artinskischen Alters (ca. 280 Mio. Jahre). Die Gesteinsabfolge am Bromacker wird in „Untere Schichten“ und „Obere Schichten“ eingeteilt, die beide aus roten Sand-, Silt- und Tonsteinen bestehen, sich aber geringfügig faziell (in ihren Merkmalen) unterscheiden. So stammen alle bisher gefundenen Wirbeltiere (Vertebrata) ausschließlich aus den „Oberen Schichten“, überwiegend aus zwei ca. 0,5 Meter mächtigen Bänken, die aus massigem Feinsand-/Siltstein bestehen und durch ein ca. 0,5 Meter mächtiges, z. T. Conchostraken enthaltendes Intervall aus plattigem Feinsand-/Siltstein und laminiertem Tonstein voneinander getrennt werden. Die „Unteren Schichten“ enthalten in Bezug auf Landwirbeltiere lediglich Spurenfossilien.

## Geschichte
Die Fundstätte wurde 1974 vom deutschen Paläontologen Thomas Martens entdeckt. Seitdem gruben im Bromacker deutsche und amerikanische Paläontologen zusammen nach Fossilien. Dabei wurden neben etlichen Insekten- und Pflanzenfossilien über 40 Skelette von rund 12 Arten von „Ur-Reptilien“ ans Tageslicht befördert. Das Grabungsgebiet erstreckte sich um das Jahr 2010 über 300 Quadratmeter, Probebohrungen haben aber ergeben, dass insgesamt ca. 1–2 Hektar nach Fossilien abgesucht werden könnten.
Nachdem etwa 10 Jahre keine regelmäßigen systematischen Grabungen am Bromacker mehr stattgefunden hatten, startete 2020 das auf fünf Jahre angelegte Projekt BROMACKER. Dieses Forschungsprojekt wird vom Berliner Museum für Naturkunde in Zusammenarbeit mit der Stiftung Schloss Friedenstein Gotha, der Friedrich-Schiller-Universität Jena und dem UNESCO Global Geopark Thüringen Inselsberg – Drei Gleichen durchgeführt und setzt stärker als seine Vorgänger auf die Kommunikation mit interessierten Laien.

## Paläoökologie und Funde

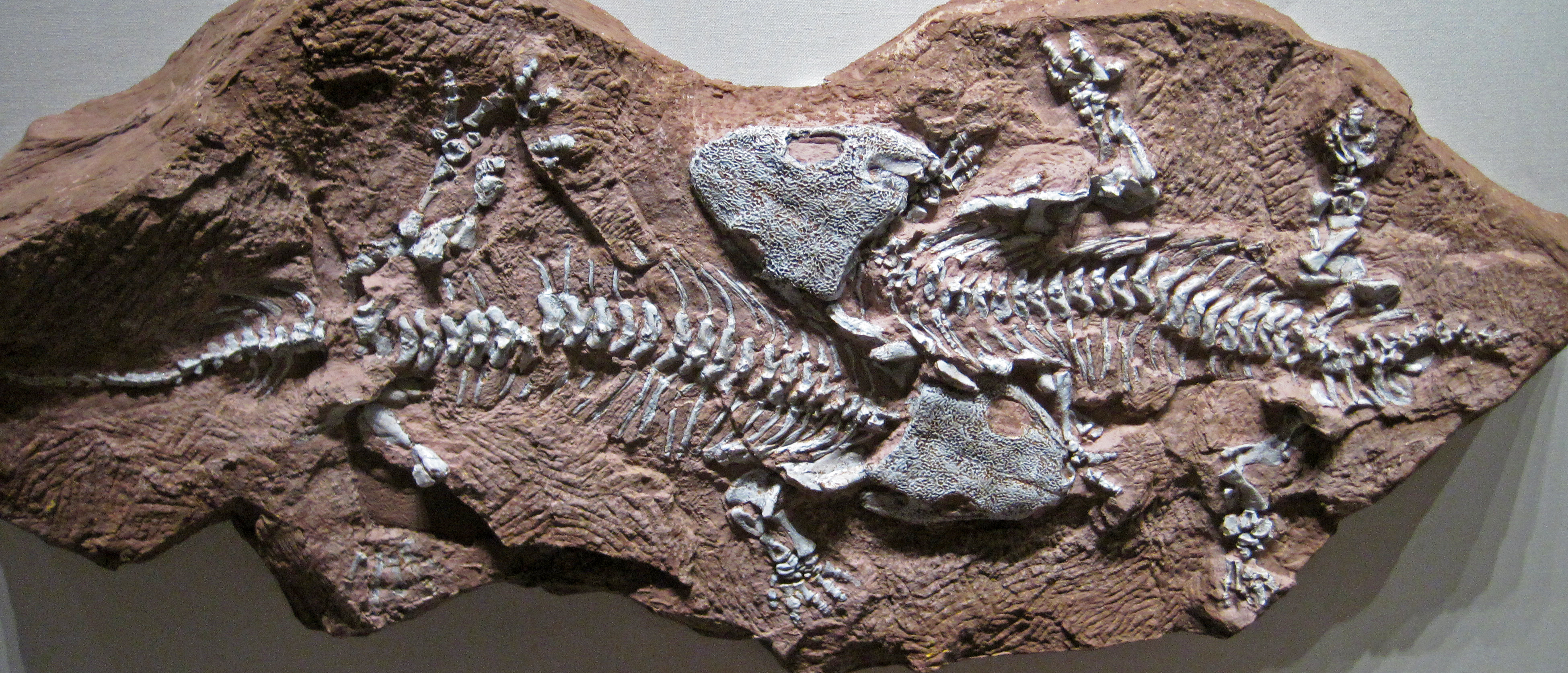
„Tambacher Liebespaar“, zwei Exemplare von Seymouria sanjuanensis, die in dieser Stellung aufgefunden wurden.

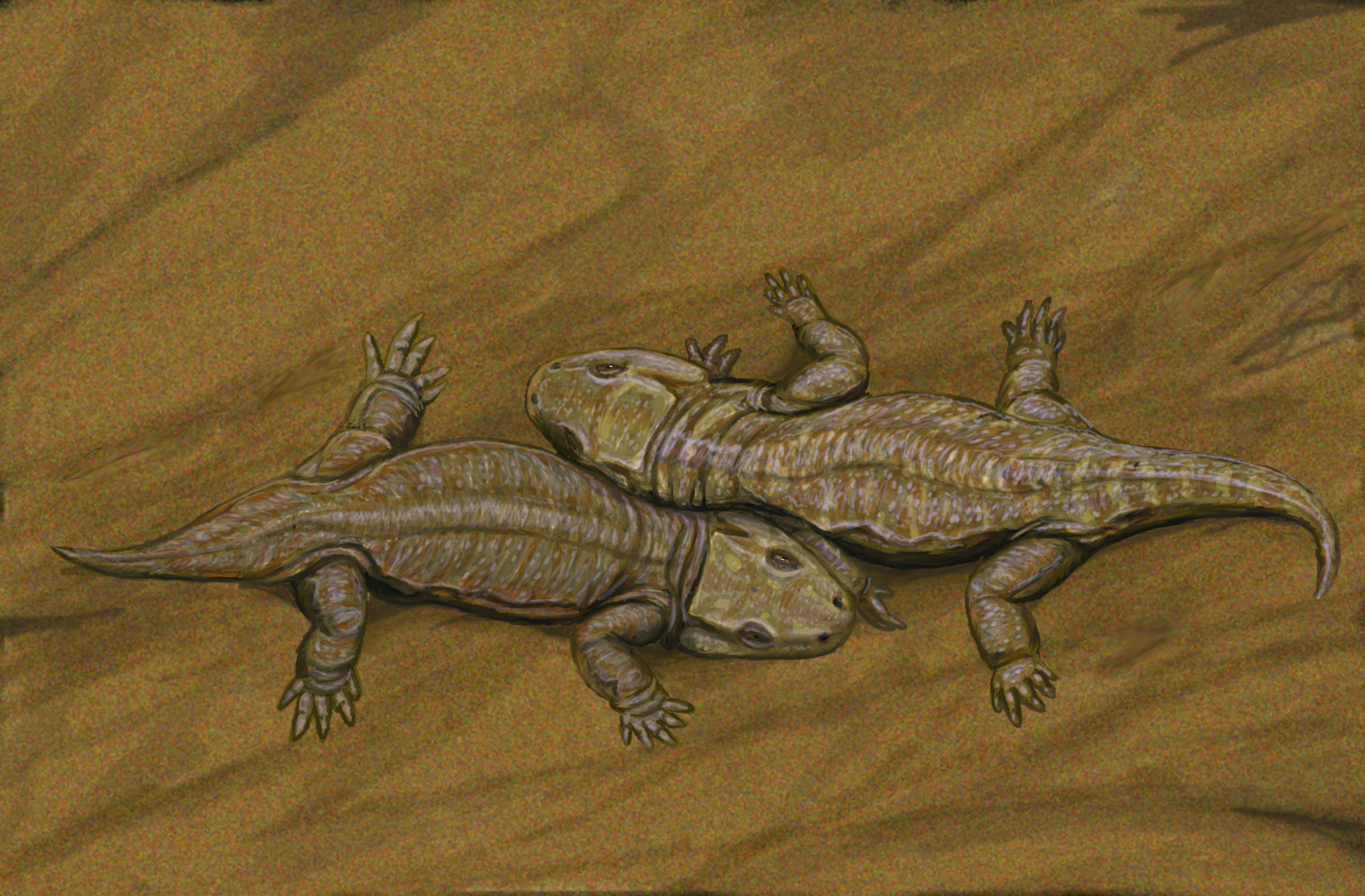
Lebendrekonstruktion des „Tambacher Liebespaars“

Die Sedimente des Bromackers wurden in einer abflusslosen, von Bergen gesäumten Hochebene durch kleine Flüsse und Seen abgelagert. Das damalige Klima war das ganze Jahr hindurch sehr warm mit saisonalen Niederschlägen, d. h., es gab eine Regen- und eine Trockenzeit, ähnlich wie in der heutigen Savanne. Da es jedoch im Perm noch keine Gräser gab, hatte die Landschaft kaum Ähnlichkeit mit den Savannen der Gegenwart. Vielmehr wurde die Flora von Koniferengewächsen und Samenfarnen dominiert.
Die für die Fossilfundstätten des Unterperms von Nordamerika typischen Fische und Amphibien fehlen im Tambacher Becken. Stattdessen treten am Bromacker ausschließlich Formen auf, die in hohem Maße an eine rein terrestrische Lebensweise angepasst sind und bei denen es sich zu einem Großteil um Pflanzenfresser handelt. Die Ursache hierfür könnte darin liegen, dass es sich beim Tambacher Becken um einen Ablagerungsraum handelte, der im Gegensatz zu den Fossillagerstätten in Nordamerika weit entfernt von den Küstenebenen lag, und dass diese küstenfernen, isolierten Hochländer im Unterperm nur schwer von aquatischen Wirbeltieren besiedelt werden konnten. Daher bildeten sich dort Nahrungsnetze auf der Basis von terrestrischen Pflanzenfressern aus.
Bisher identifizierte oder beschriebene Wirbeltier-Funde: Georgenthalia, ein Amphibamide; Tambachia und Rotaryus, beides Trematopiden; zwei unbeschriebene Dissorophiden; Seymouria, die namensgebende Gattung der Seymouriamorpha; die Diadectomorphen Orobates und Diadectes; der zum Laufen auf den Hinterbeinen fähige Bolosauride Eudibamus; Thuringothyris, ein Vertreter der „Protorothyrididae“; der große fleischfressende Pelycosaurier Dimetrodon, der Varanopide Tambacarnifex sowie der Caseide Martensius.
Der 2011 aus der Tambach-Formation beschriebene ostodolepide Lepospondyle Tambaroter stammt nicht aus den Steinbrüchen am Bromacker, sondern wurde bei Bauarbeiten für einen Supermarkt direkt in Tambach-Dietharz gefunden. Zudem stammt er wahrscheinlich nicht aus dem Tambach-Sandstein, sondern aus dem auflagernden Finsterbergen-Konglomerat.

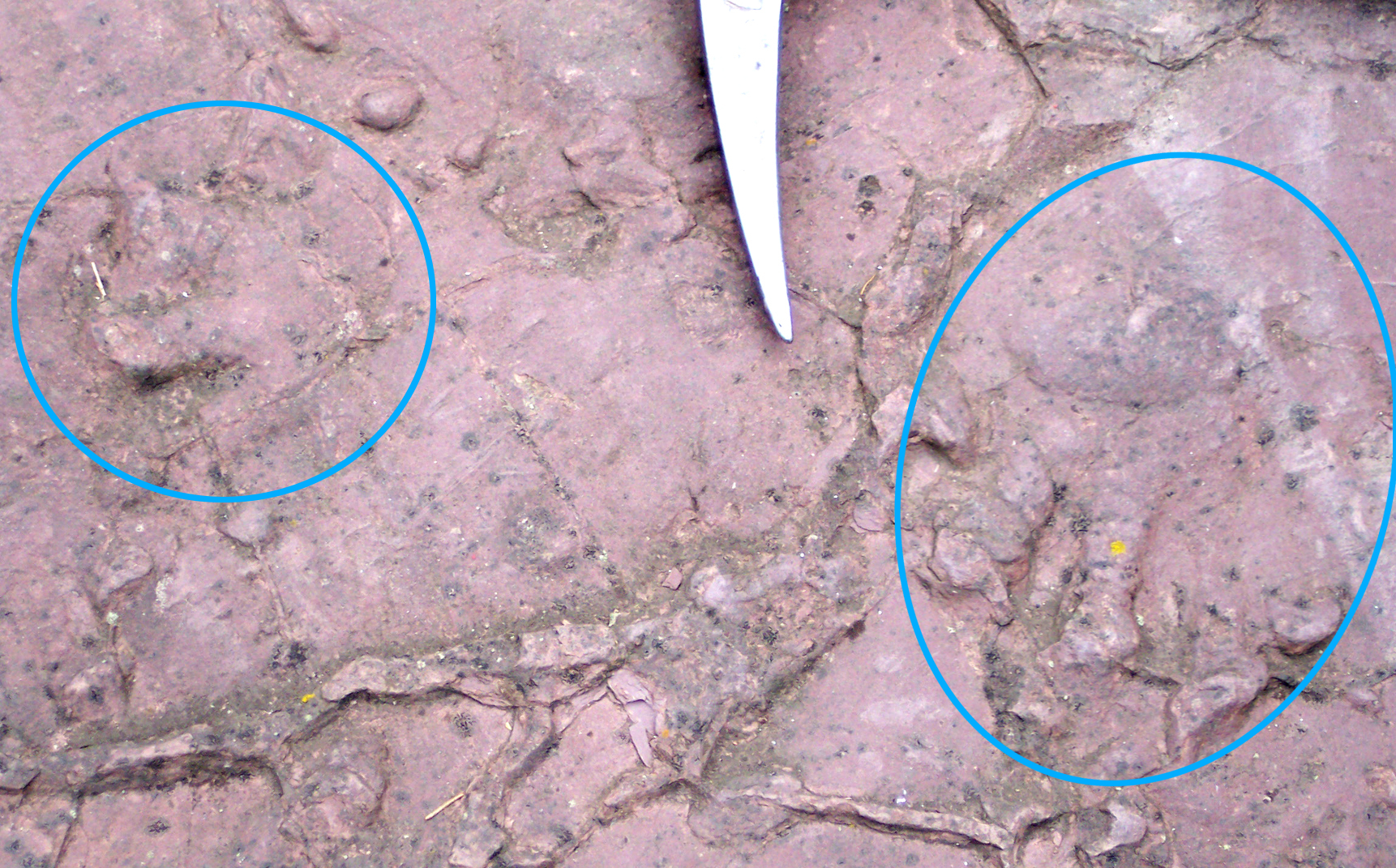
Zwei Tetrapodentrittsiegel als erhabenes Relief auf einer Schichtunterseite (positives Hyporelief). Das Trittsiegel in der rechten Bildhälfte gehört zur Spurengattung Ichniotherium. Neben verschiedenen weiteren Spuren zeigt die Abbildung Trockenrissfüllungen.

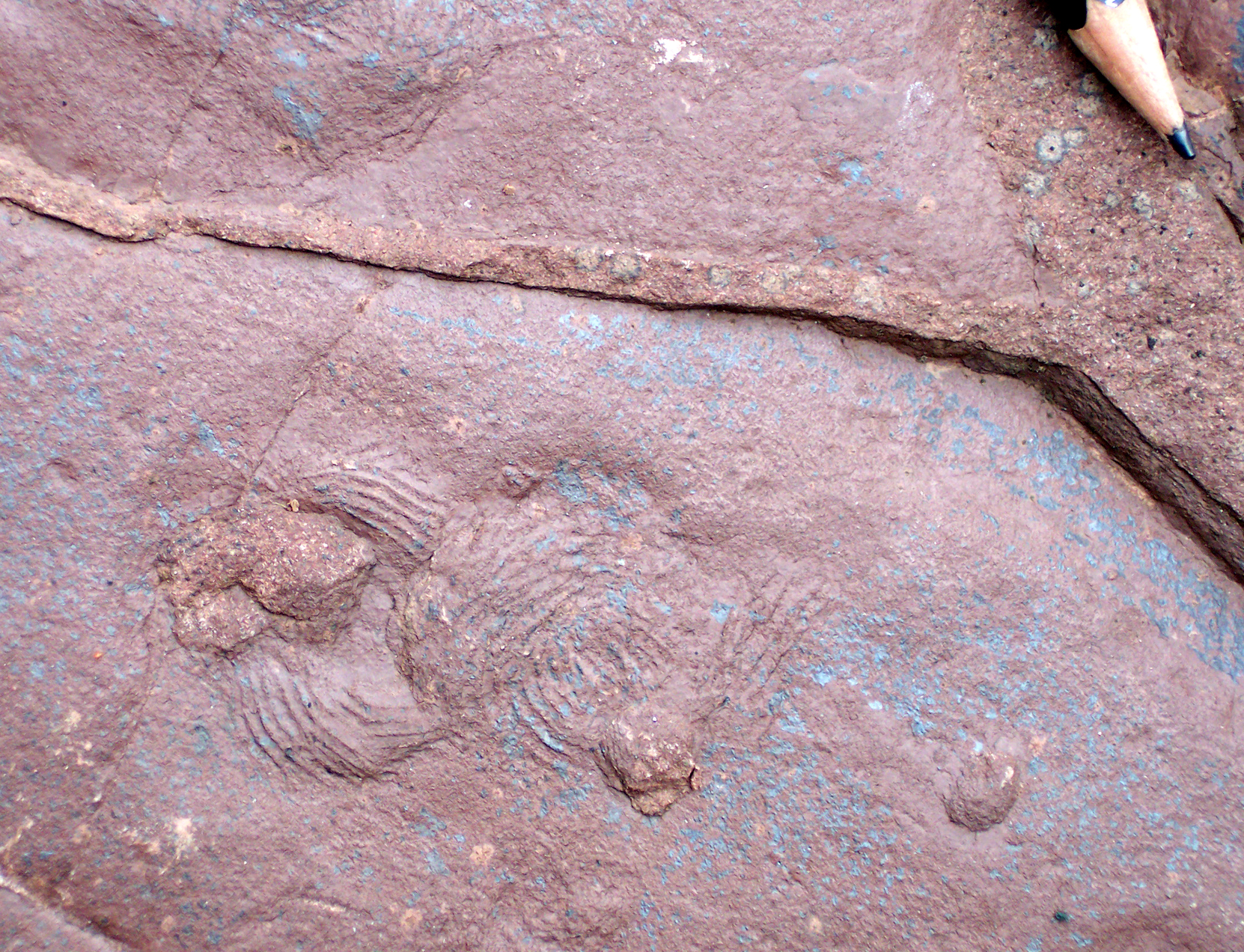
Das einem Invertebraten zugeschriebene Spurenfossil Tambia spiralis als positives Hyporelief. Durch die obere Hälfte der Abbildung verläuft eine Trockenrissfüllung.

Bislang identifizierte oder beschriebene Spurenfossilien von Landwirbeltieren: Ichniotherium, Varanopus, Tambachichnium, Dimetropus, Megatambichnus.
Bislang am Bromacker identifizierte oder beschriebene Wirbellosenfossilien: Lioestheria, ein Conchostrake; die phyloblattiden Schaben cf. Anthracoblattina, Kunguroblattina und Phyloblatta; die mylacriden Schaben Moravamylacris und Opsiomylacris sowie mehrere unbeschriebene Myriapoden- und Insektenarten.
Bislang am Bromacker identifizierte oder beschriebene Wirbellosenspuren: Scoyenia, Tambia und Striatichnium.